# Ла-Колле
Ла-Колле́ (фр. La Colle) — один из современных районов Княжества Монако. Образовался в результате деления городского района Ла-Кондамин.
Площадь — 175 811 м². Население по данным на 2008 г. составляло 2627 чел.
Здесь располагается больница Принцессы Грейс, названная так в честь 10-й княгини Монако Келли Грейс, матери ныне правящего князя Альбера II.